# زعفران عريان الزهر
زعفران عُريان الزهر نوع من النباتات المزهرة في جنس الزعفران من الفصيلة السوسنية. إنه نبات معمر مزهر في الخريف ، قزم ، نفضي موجود في أوروبا الغربية من جنوب غرب فرنسا إلى إسبانيا. زُرِع منذ عهد تيودور في بريطانيا

## الموطن
توجد على جوانب الطرق والمروج والمراعي. ينمو في المراعي مع أنواع الزعفران الأخرى تأكله الخنازير البرية.

## الاستخدامات
لقد استُخدِم في الطب الشعبي مضادًا للتشنج ومسكنًا ومجهضًا. 